# Утьос (Україна)

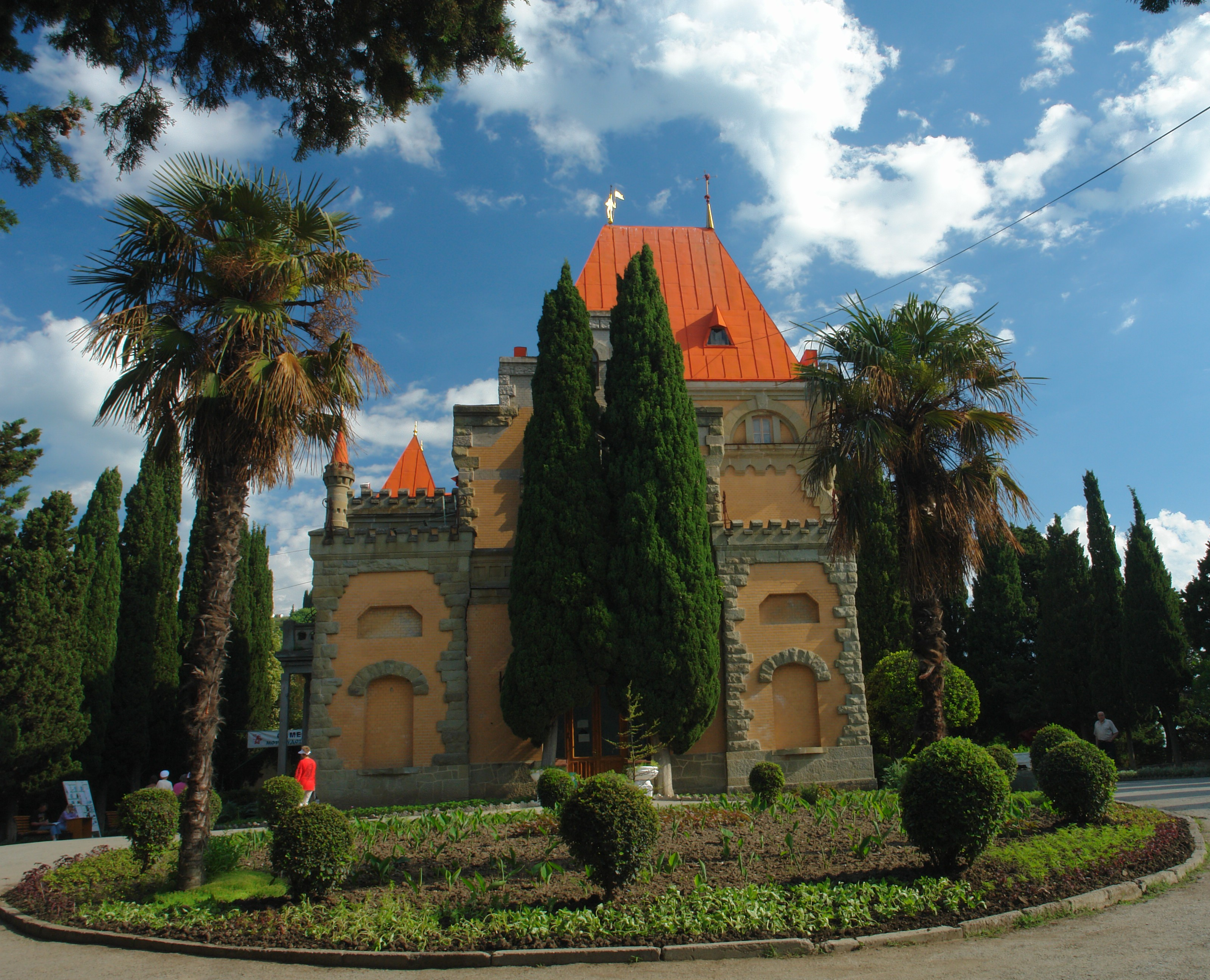
Палац княгині Гагаріної в Утьосі

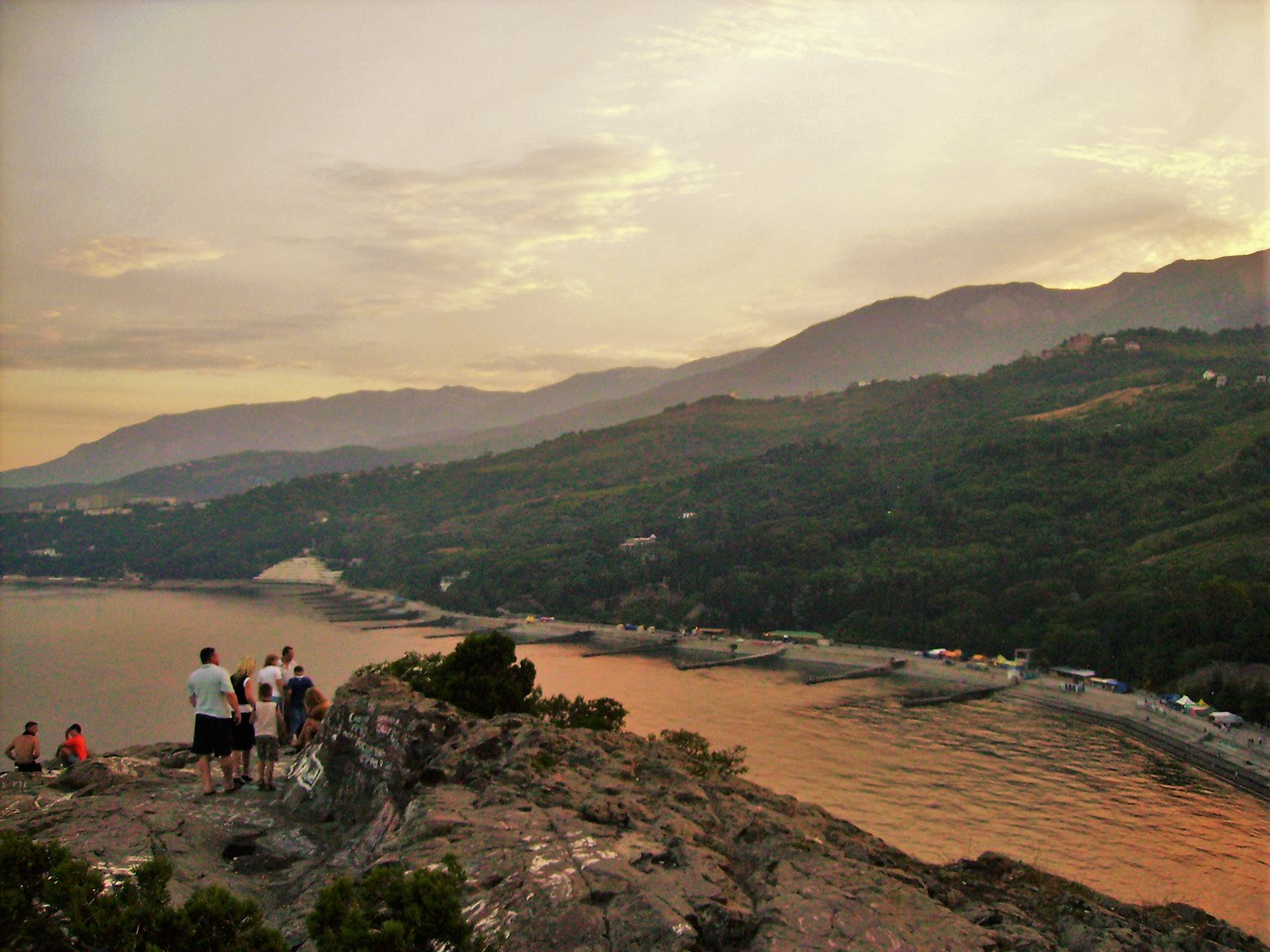
Вид з мису Плака на набережну

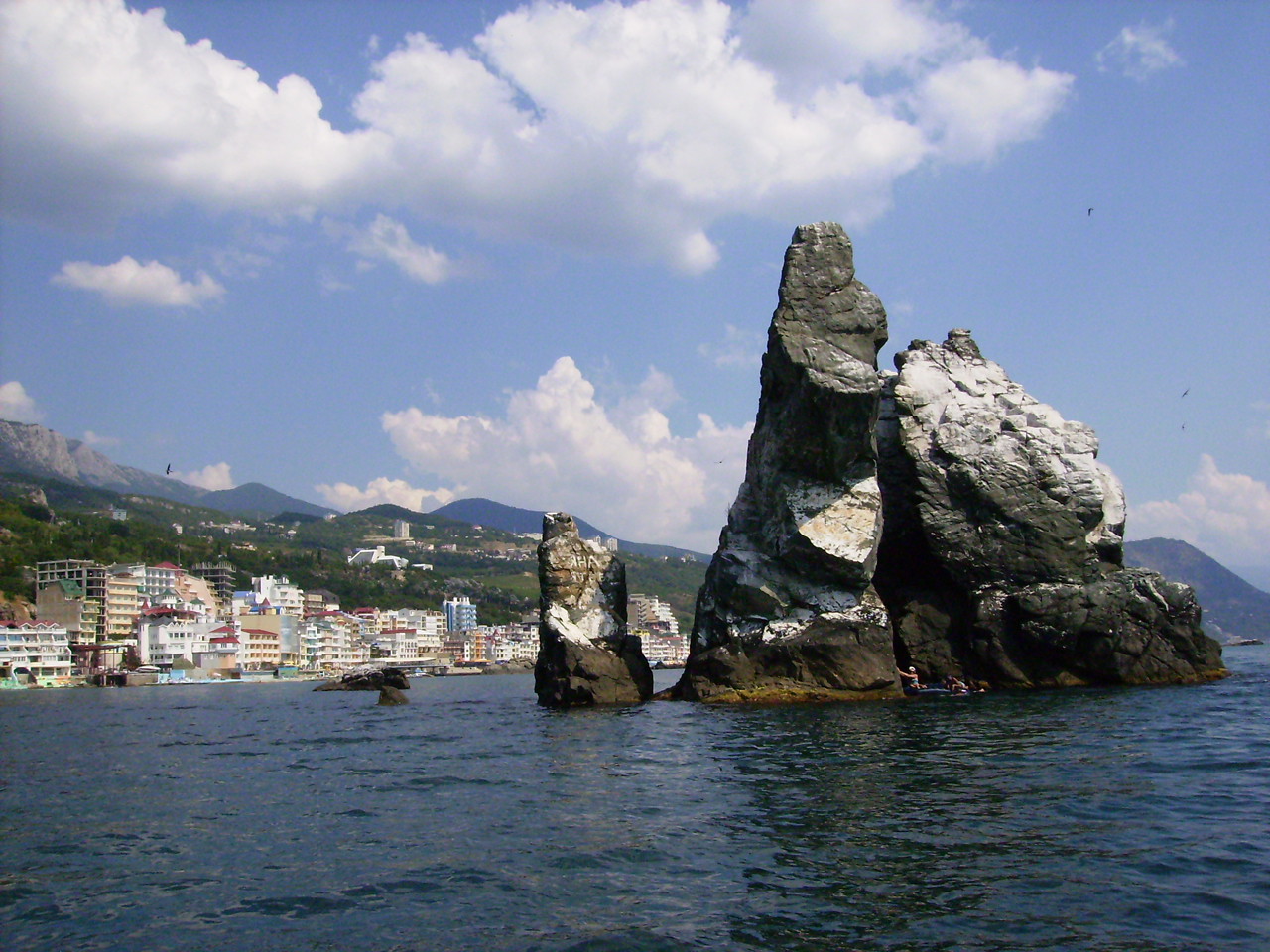
Скелі «Три сестри». Вид із моря на котеджне містечко Санта-Барбара

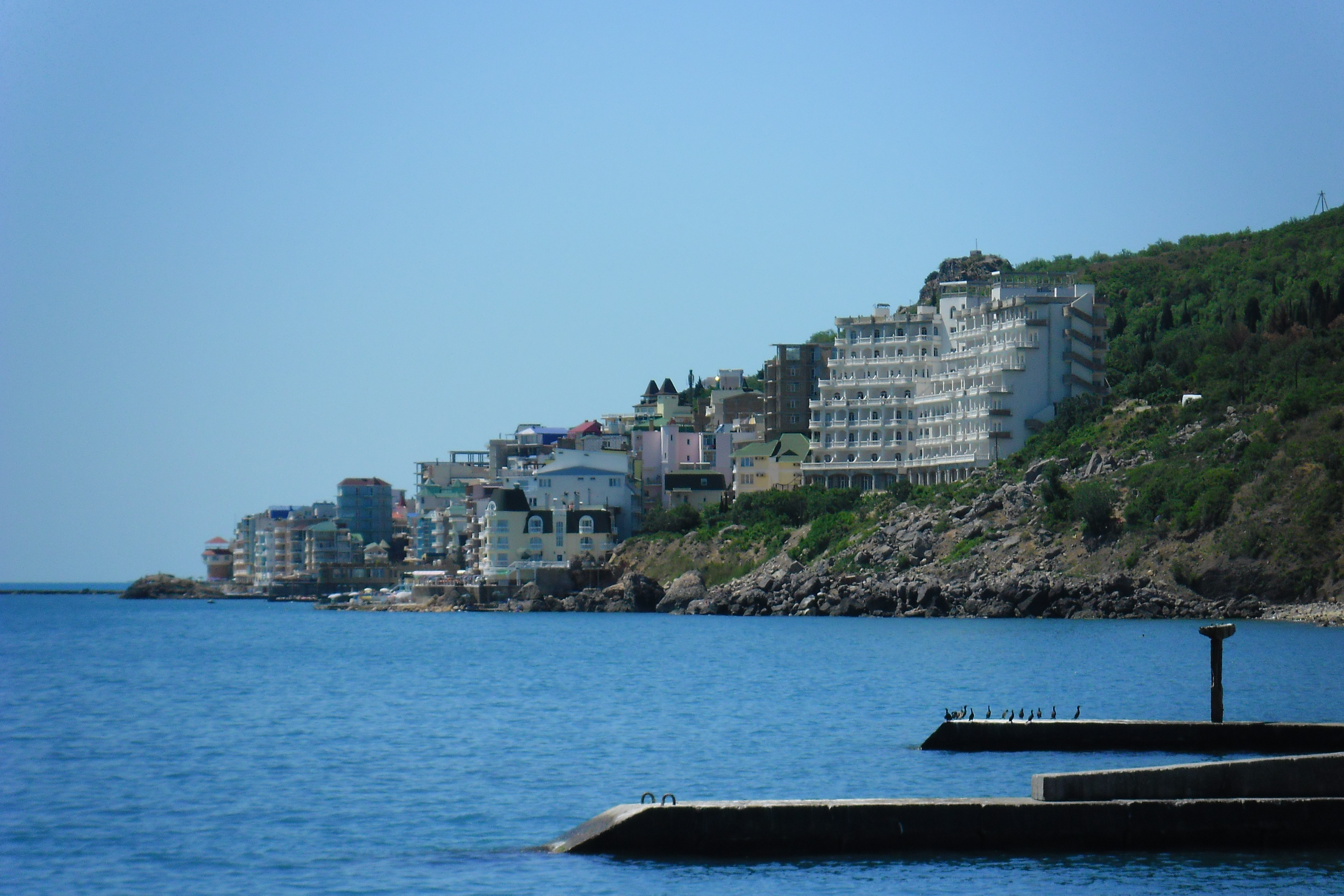
Санта-Барбара з Малого Маяка

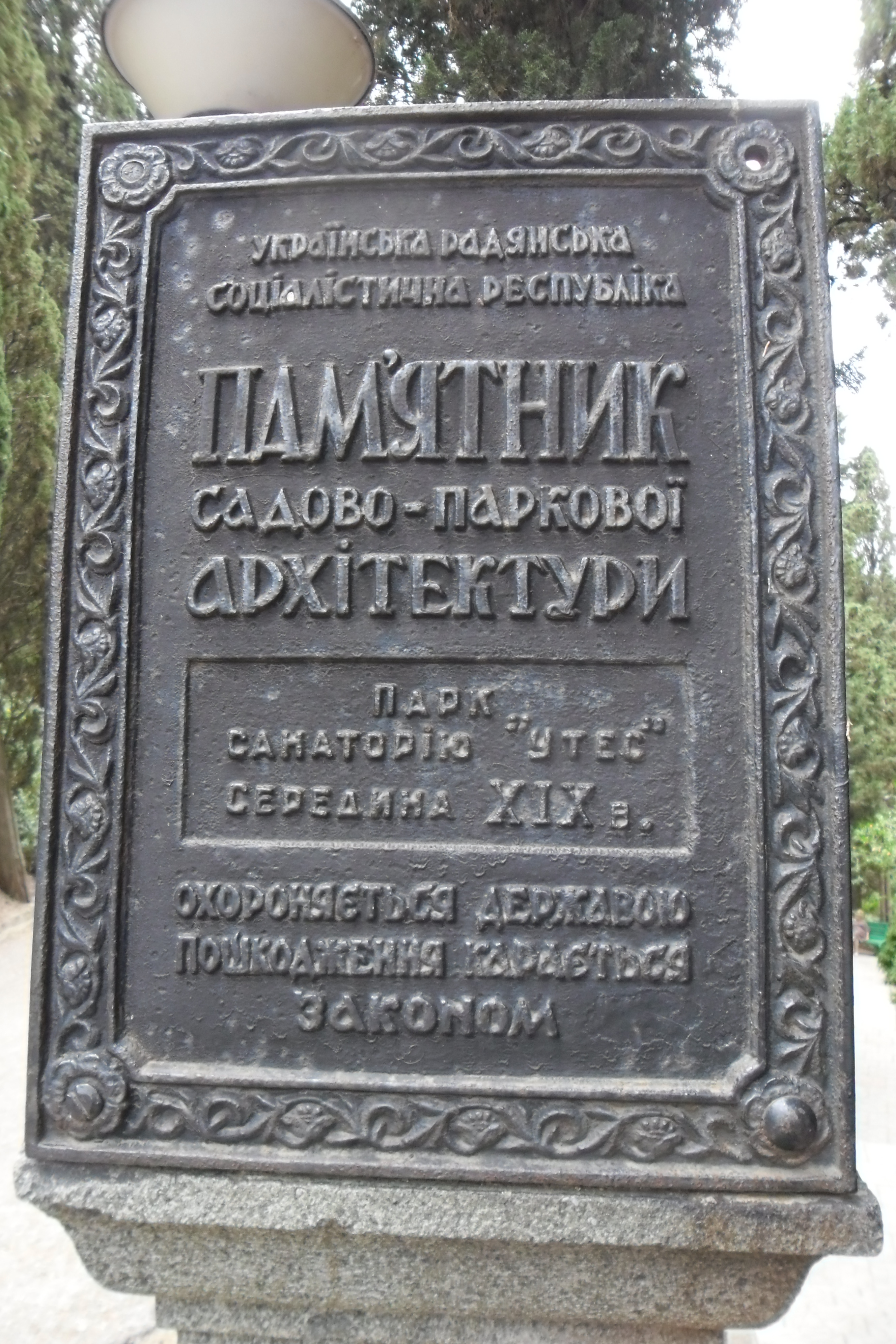

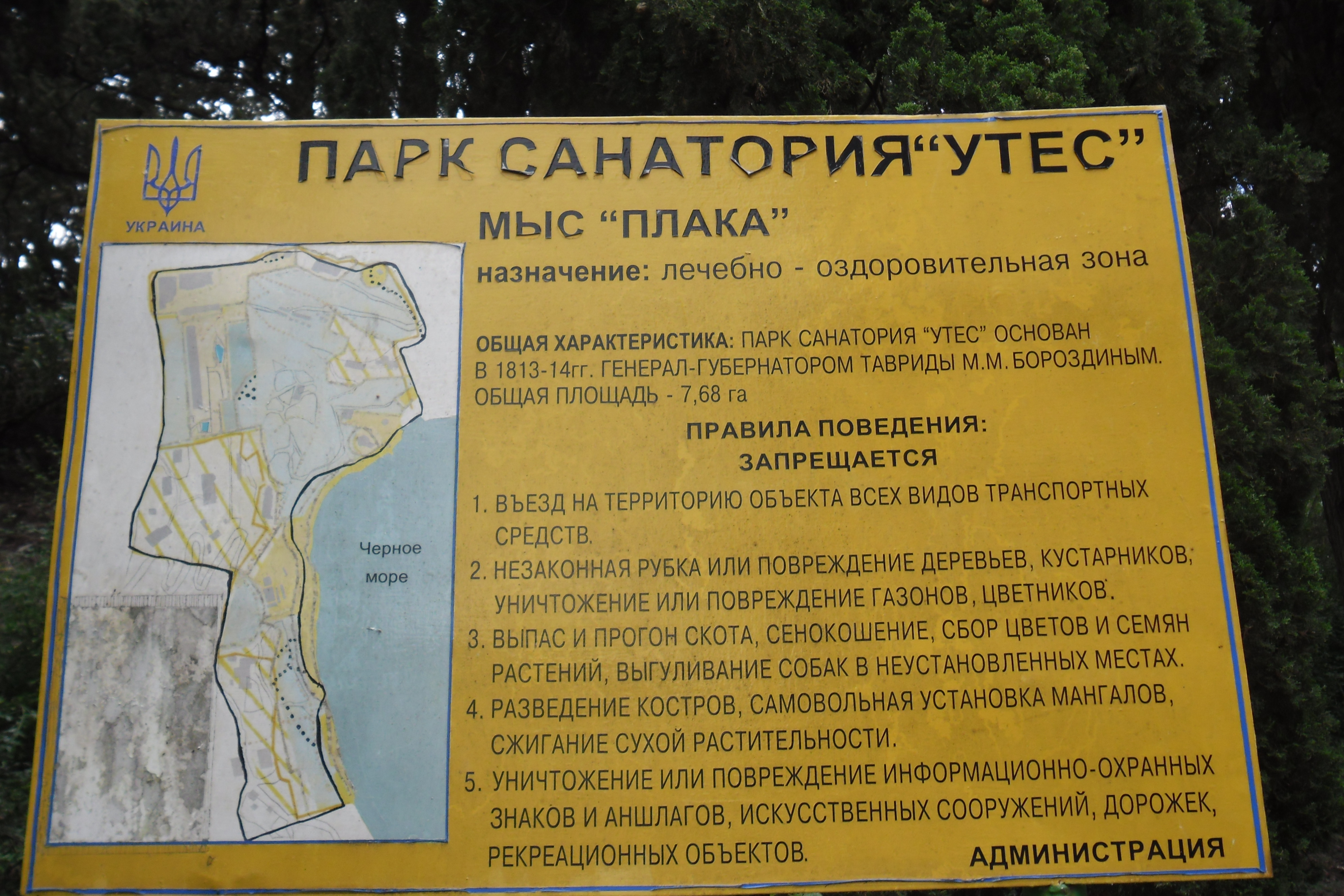

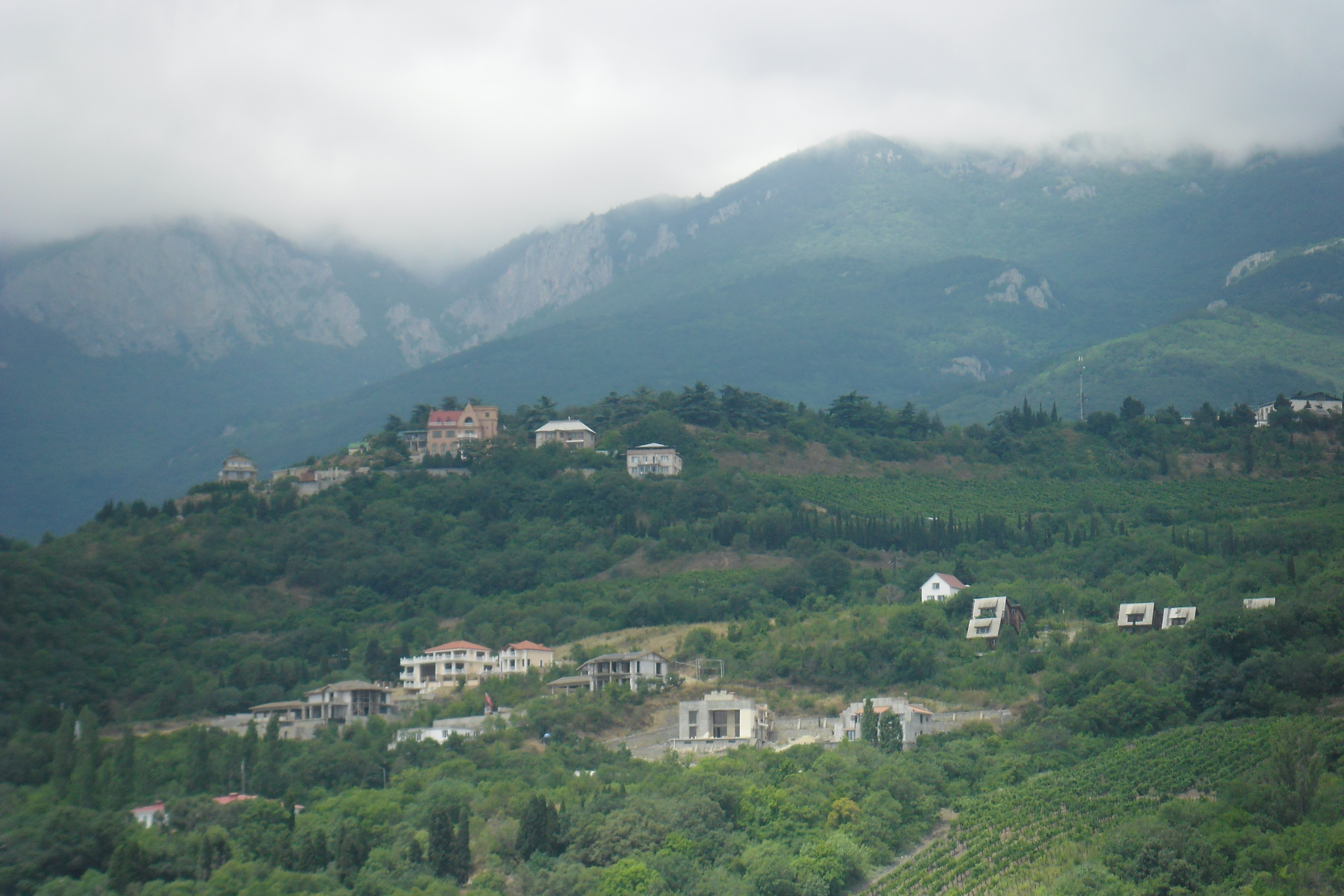
Забудова між Утьосом і Малим Маяком

Утьо́с (до 1944 року — Караса́н та Кучю́к-Ламба́т, крим. Qarasan, крим. Küçük Lambat) — селище в Україні, у складі Ялтинського району Автономної Республіки Крим.
Маленьке курортне селище Утьос розташоване поруч з Партенітом на мисі Плака. З оглядового майданчика парку «Утьос» (1812 рік) відкривається чудовий вид на Аюдаг.

## Історія
Припускають, що тут знаходилося грецьке поселення Ламбат («маяк»), звідки пішла назва сусіднього селища Малий Маяк. В X столітті згадується як одне з міст хазарського каганату, далі — як генуезька колонія. За часів османського панування Кучук-Ламбат належав до мангупського кадилику.
Карасанський парк закладений в 30-ті роки XIX століття Миколою Раєвським-молодшим.
В 1887 році збудований будинок Раєвських «Карасан» в мавританському стилі.
У 1907 році споруджений палац княжни Анастасії Гагаріної, стилізований під середньовічний альпійський замок.

## Населення
За даними перепису населення 2001 року, у селищі мешкало 182 особи. Мовний склад населення села був таким:
| Мова       | Число ос. | Відсоток |
| ---------- | --------- | -------- |
| українська | 33        | 18,13    |
| російська  | 144       | 79,12    |
| білоруська | 3         | 1,65     |
| молдавська | 1         | 0,55     |
| вірменська | 1         | 0,55     |

## Пам'ятки
- Ландшафтні пам'ятки: гора Аю-Даг, мис Плака з бухтою Пташині скелі.
- Старовинний парк в минулому маєтку П. І. Кеппена.
- Садиби князів Раєвських та Гагаріних.
- Старовинний палац княгині Гагаріної — центр колишньої садиби княгині Анастасії Гагаріної — зараз адміністративний корпус санаторію «Утьос», споруджений у 1902—1907 рр. за проектом М. Краснова.
- Палац «Карасан», побудований у мавританському стилі, в минулому маєток генерала Раєвського.
- Утьос-Карасан.

На околиці — котеджне містечко Санта-Барбара.

## Котеджне містечко «Утьос»
Котеджне містечко Утьос («Санта-Барбара») — готельно-відпочинкове котеджне містечко між с. Малий Маяк та смт Партеніт, Алуштинської міської ради. Розташоване на околиці селища Утьос (Карасан).
Котеджне містечко Утьос («Санта-Барбара») на березі Чорного моря виникло в кінці XX ст. на місці комплексу човнових елінгів. Неофіційна назва асоціюється з популярним телесеріалом 1990-х рр. про багате життя в каліфорнійському курортному місті Санта-Барбара. Так само був названий перший побудований тут міні-готель високого рівня сервісу. Яскравим і витонченим виглядом котеджів, збудованих уздовж набережної, селище нагадує європейські середземноморські містечка. Відрізняється особливою атмосферою «новоукраїнського» шику, і в той же час — тишею і спокоєм. В'їзд на територію обмежений. Пляжі бетонні (є тільки один невеликий гальковий). Трохи північніше знаходиться Кучук-Ламбатський кам'яний хаос.